# Tokyo Sports
Tokyo Sports (jap. 東京スポーツ Tōkyō Supōtsu) – japońska codzienna gazeta sportowa wydawana od 1 kwietnia 1960 roku.